# 台北捷運VAL256型電聯車
VAL256型電聯車是一款由台北捷運文湖線（原「木柵線」）所使用的直流中運量膠輪電聯車。在通車之初，VAL256是由法國馬特拉公司與阿爾斯通公司所設計製造；但之後德國西門子購併馬特拉公司的交通運輸部門，而轉移成為西門子旗下的產品之一。2009年內湖線通車並開始與木柵線連通營運之後，導入加拿大龐巴迪所開發的CITYFLO650型自動列車行控系統與對應的新型龐巴迪INNOVIA APM 256型車輛；而原有的VAL256的列車控制系統則改裝成龐巴迪的系統，以符合營運需求。

## 概要
VAL256型電聯車是馬特拉生產的VAL系統之衍生車種之一（該部門已經被西門子購併），採用中運量系統常見的膠輪設計，專用於台北捷運木柵線（今文湖線）。VAL256配備有自動列車運行裝置（ATO）並採用無人駕駛方式運行，於1991年出廠，並於1996年3月28日首度啟用。
VAL256型電聯車採用每列2輛車廂的編組，每輛車廂長13.78公尺、寬2.56公尺（因此命名為「VAL256」）、高3.53公尺，每輛車廂每邊各有2扇門。獨立式的車廂與車廂之間並無通道相連，因此轉向半徑小，對於彎道多的路線具有較佳的適應能力，行駛於專為膠輪系統所設計的有導軌水泥路面上（中山國中站往內湖站方向為鋼軌），沿線大部分都是採用高架橋的方式設計。
台北捷運公司將VAL256型電聯車以2對（4輛）運行，這是該系列首次連掛運轉，也因此在測試時出現了一些非預期的狀況（例如輪胎過熱起火，並被誤會是火燒車，此原因為前後車輛煞車不一致，造成輪胎摩擦過熱），但在調整後大多獲得解決。
1997年，馬特拉與台北市政府捷運工程局發生合約糾紛後，將技術人員全數撤離，不再提供維修服務，VAL256型電聯車列車到站資訊顯示器即是由台灣工程師自行研發；因而讓時任台北市市長陳水扁留下一句名言：「馬特拉不拉，我們自己拉！」目前馬特拉的交通運輸部門已經被西門子購併，VAL256型電聯車成為西門子的產品，但無法提供全套的售後服務。
该款列车於2009年7月4日起进行CBTC改造，歷經改裝時程延誤及半年穩定測試後，於2010年12月19日履勘，並於2010年12月26日重新上線行駛。

## 列車運用
| 編號   | 製造年份     | 採購數量            | 配置                  | 營運路線 |
| ------ | ------------ | ------------------- | --------------------- | -------- |
| 01～51 | 1990～1993年 | 木柵線（CC350）51對 | █ 木柵機廠 █ 內湖機廠 | 文湖線   |